# Parco nazionale di Monfragüe
Il parco nazionale di Monfragüe (in spagnolo: Parque nacional de Monfragüe) è un parco nazionale situato in Estremadura, in Spagna. Al suo interno si trova il castello di Monfragüe.